# Notioceramus
Genre
Notioceramus est un genre d'étoiles de mer de la famille des Goniasteridae.

## Liste d'espèces
Selon World Register of Marine Species (18 décembre 2014) :
- Notioceramus abyssalis Mah, 2023
- Notioceramus anomalus Fisher, 1940 - espèce type[2]
- Notioceramus neillae Mah, 2023

## Systématique
Le nom valide complet (avec auteur) de ce taxon est Notioceramus Fisher, 1940,.

## Publication originale
- (en) Walter K. Fisher, « Asteroidea », Discovery Reports, Londres, The University Press, vol. 20,‎ novembre 1940, p. 69-306 (ISSN 0070-6698, OCLC 1259956, lire en ligne).